# Sugarloaf (Kolorado)
Sugarloaf – jednostka osadnicza w Stanach Zjednoczonych, w stanie Kolorado, w hrabstwie Boulder.